# Наджина, Калтума
Калтума Наджина (англ. Kaltouma Nadjina; 16 ноября 1976) — чадская легкоатлетка, специализирующаяся в спринтерском беге. Чемпионка Африки на дистанциях 200 и 400 метров, участница трёх Олимпийских игр.

## Карьера
Карьера Калтумы Наджины началась в 1993 году, когда она по спецприглашению выступила на чемпионате мира в Штутгарте, где выбыла в первом раунде как на дистанции 200 метров, так и на дистанции в два раза длиннее.
В 1996 году чадская бегунья участвовала в Олимпийских играх. Там девятнадцатилетняя спортсменка выступила только на двухсотметровке, где прекратила борьбу уже после первого раунда, показав в своём забеге слабейшее время 24.47.
В 1999 году Наджина переехала из Чада в канадский Калгари, но на международных стартах продолжала выступать за сборную исторической Родины.
Перед выступлением на второй в карьере Олимпиаде чадская бегунья завоевала бронзовую медаль на чемпионате Африки в Алжире. На Играх в Сиднее она выбыла в первом раунде на дистанции 200 метров, а на четырёхсотметровке пробилась в полуфинал, где не смогла побороться за финал и показала слабейшее время.
В 2001 году Наджина стала последней победительницей Игр доброй воли на дистанции 400 метров, а через год на первенстве Африки в Тунисе стала двукратной чемпионкой континента, выиграв дистанции 200 и 400 метров. Через два года в Браззавиле не смогла защитить свои чемпионские звания, но на обеих дистанциях пробивалась в тройку сильнейших.
На Олимпиаде 2004 года Калтума Наджина несла флаг Чада на церемонии открытия Олимпиады. Она стартовала только на дистанции 400 метров, где вновь прошла первый раунд, но в полуфинале показала 16-е время (из 24 спортсменок) и не пробилась в финальный раунд.